# 九品寺 (葛飾区)
九品寺（くほんじ）は、東京都葛飾区にある真言宗豊山派の寺院。

## 歴史
1192年（建久4年）、宥真法印によって開山された。800年以上の歴史を有する古刹ではあるが、火災や水害で記録を失っているため、詳細な由来は不明となっている。
境内には「九品仏」が安置されている。これが寺号の由来となっている。
現在の本堂は、1960年（昭和35年）に造営されたものである。

## 交通アクセス
- 堀切菖蒲園駅より徒歩10分（経路案内）。